# Liste der Naturdenkmale in Michelstadt
Die Liste der Naturdenkmale in Michelstadt nennt die im Gebiet der Stadt Michelstadt im Odenwaldkreis in Hessen gelegenen Naturdenkmale.
| Bild            | Bezeichnung                               | Ortsteil, Lage                          | Beschreibung | Art          | Nr.     |
| --------------- | ----------------------------------------- | --------------------------------------- | --- | ------------ | ------- |
| Fotos hochladen | Eiche am Hermannsberg                     | 49° 40′ 35,6″ N, 9° 1′ 10,2″ O          | Höhe 33 m, Stammumfang 4,30 m, auf einer ehemaligen Erzabraumhalde                                                 | Stieleiche   | 437.501 |
| Fotos hochladen | Georgsbuche                               | 49° 40′ 34,3″ N, 9° 1′ 40,8″ O          | Höhe 25 m, Stammumfang 3 m                                                                                         | Rotbuche     | 437.502 |
| BW              | Blutbuchen auf dem Michelstädter Friedhof | 49° 40′ 16,8″ N, 9° 0′ 56,3″ O          | Höhe 21 m, Stammumfang 3,95 m                                                                                      | Blutbuche    | 437.503 |
| Fotos hochladen | Blutbuchen auf dem Michelstädter Friedhof | 49° 40′ 15,9″ N, 9° 1′ 2,8″ O           | Blutbuche (Fagus sylvatica var. atropunicea Weston) Höhe 16 m, Stammumfang 3,05 m                                  | Blutbuche    | 437.504 |
| BW              | Forstrat-Koch-Buchen                      | 49° 41′ 9,2″ N, 9° 1′ 29,9″ O           | Rotbuchen, Höhe 28 m, Stammumfang 2,95 und 3,60 m                                                                  | Rotbuche     | 437.505 |
| Fotos hochladen | Russeneiche                               | Rehbach 49° 42′ 40,6″ N, 8° 57′ 35,8″ O | Höhe 25 m, Stammumfang 5,80 m, hohler Stamm bis in 8 m Höhe                                                        | Traubeneiche | 437.506 |
| Fotos hochladen | Zwei Eichen im Jägersgrund                | 49° 42′ 8,6″ N, 8° 56′ 28,3″ O          | Höhe 25 m, Stammumfang 4,50 m                                                                                      | Stieleiche   | 437.508 |
| BW              | Zwei Eichen im Jägersgrund                | 49° 42′ 8,2″ N, 8° 56′ 18,4″ O          | Höhe 20 m, Stammumfang 4,50 m                                                                                      | Stieleiche   | 437.509 |
| BW              | Arthureiche                               | 49° 41′ 54,7″ N, 9° 0′ 33,7″ O          | Höhe 22 m, Stammumfang 2,75 m                                                                                      | Traubeneiche | 437.510 |
| BW              | Eiche bei Asselbrunn                      | 49° 42′ 0,5″ N, 8° 59′ 40″ O            | Höhe 20 m, Stammumfang 4,50 m                                                                                      | Stieleiche   | 437.511 |
| BW              | Der Hohle Stein                           | 49° 39′ 40,5″ N, 9° 5′ 59,6″ O          | kleine Höhle aus zwei Felsen, auf denen eine Sandsteinplatte ruht, auch "Schinderhanneshöhle" genannt, 480 m ü. NN | Höhle        | 437.512 |
| Fotos hochladen | Kiefer am Sandbuckel                      | 49° 40′ 54,2″ N, 8° 59′ 15,9″ O         | Waldkiefer (Pinus sylvestris, wahrscheinlich var. heguenensis Loud.) Höhe 10 m, Stammumfang 2,25 m                 | Waldkiefer   | 437.514 |

## Ehemalige Naturdenkmale
| Bild | Bezeichnung     | Ortsteil, Lage                 | Beschreibung                  | Art          | Nr.     |
| ---- | --------------- | ------------------------------ | ----------------------------- | ------------ | ------- |
| BW   | Graf-Otto-Eiche | 49° 42′ 0″ N, 8° 58′ 5,2″ O    | Höhe 23 m, Stammumfang 2,95 m | Stieleiche   | 437.507 |
| BW   | Kammerratseiche | 49° 40′ 22,6″ N, 9° 3′ 51,7″ O | Höhe 17 m, Stammumfang 4,45 m | Traubeneiche | 437.513 |

## Belege
1. ↑  
Naturdenkmale im Odenwaldkreis in Google Maps, abgerufen am 7. April 2020.

- Karte mit allen Koordinaten:
- OSM |
- WikiMap